# Zad Moultaka
 (mars 2025).
Si vous disposez d'ouvrages ou d'articles de référence ou si vous connaissez des sites web de qualité traitant du thème abordé ici, merci de compléter l'article en donnant les références utiles à sa vérifiabilité et en les liant à la section « Notes et références ».
Zad Moultaka est un compositeur et plasticien né le 4 juin 1967 à Wadi Chahrour (Liban)[réf. nécessaire].
Après un premier parcours comme pianiste, il se consacre depuis 1993 à la création musicale et artistique. En résidence à l’IRCAM de 2015 à 2017, auprès de l’ensemble 2e2m en 2017, à l’Arsenal Metz-en-Scène de 2017 à 2018 et à l’Institut du monde arabe de 2016 à 2018, il représente le Liban à la 57e Biennale d’art de Venise en mai 2017.

## Biographie
Né au Liban en 1967 dans le milieu du théâtre contemporain arabe, Zad Moultaka commence à jouer du piano dès l'âge de cinq ans et poursuit ses études au conservatoire de Beyrouth sous la direction de Madeleine Médawar. En 1984, en raison de la guerre, il s’installe à Paris où il suit les cours de Marie-Madeleine Petit, Pierre Sancan, Aldo Ciccolini, Bruno Rigutto, Marie-Françoise Buquet et Christian Ivaldi.[réf. nécessaire] Il obtient deux premiers prix à l’unanimité (piano et musique de chambre) au CNSMDP de Paris et entame une carrière de soliste.
En 1993, il choisit d'interrompre ce parcours pianistique pour se consacrer à la composition et à la peinture.[réf. nécessaire]
À partir de 2003 s’opère une transformation radicale de son langage. Il est sollicité par le milieu musical (commandes, enregistrements, colloques, masterclass) et invité au Festival de Beiteddine et de Baalbek au Liban, au Concertgebouw d’Amsterdam, à la Fondation Royaumont, au Festival de Radio France, à la Biennale de musique de Venise ainsi qu' à l'opéra de Mayence et Stuttgart en Allemagne…[réf. nécessaire]
Il fonde l’ensemble Mezwej en 2004 avec Catherine Peillon. Les œuvres se succèdent comme L’Autre rive, La Passion selon Marie, La Passion d’Adonis, Our, Um, Anath, Où en est la nuit… ; les opéras Zajal, Konig Hamed und Sherifa…
Il participe en 2007 au Festival 38e Rugissants, à Grenoble. Il présente en 2010 Zajal, évocation d'une joute poétique et musicale, au Festival de Printemps de Beyrouth organisé par la fondation Samir Kassir, puis en France à la  Manufacture des œillets, à Ivry-sur-Seine.
La galerie Janine Rubeiz à Beyrouth décide de le représenter et lui consacre en 2013 une exposition monographique Le Feu de l’eau. Ses œuvres sont remarquées au Beyrouth exhibition Center et à la foire internationale d’art de Dubaï.[réf. nécessaire]
En 2015, Emmanuel Daydé devient le curateur de Come in Terra, un ensemble important d’œuvres inédites, exposé au Palazzo Albrizzi de Venise lors de la Biennale d’art contemporain.[réf. nécessaire]
En 2016, Vibrances atonales et Montée des ombres, installation sonore et visuelle à l’Institut du Monde Arabe et procession scénographiée pour la Nuit Blanche à Paris complètent une série d’expositions à Beyrouth et précèdent sa participation en 2017 au Pavillon du Liban à Venise pour la 57e Biennale d’Art.
Le 30 novembre 2018, l'Épopée de Gilgamesh est créée à Metz avec l’ensemble Mezwej.
En avril 2025, La Passion selon les enfants est créé à l'Auditorium de Radio France à Paris.

## Recherche
L’ensemble Mezwej est issu d'un projet relevant d’une démarche, un état d’esprit d’expérimentation, de recherche et de création à travers un questionnement des cultures orientales et occidentales, de la tension spécifique et le frottement entre écriture et oralité. En résidence trois ans à la Fondation Royaumont, entre 2007 et 2009, Mezwej a entamé plusieurs saisons entre Beyrouth, Paris, Marseille et la Grèce à partir de 2016.

## Prix
- Lauréat de la fondation du Crédit national de France (NATEXIS) - Prix Claude Arrieu, Sacem

## Discographie
- Mélodies de Gabriel Fauré, Stil 1995
- Quatre chants écrits pour un film sur le Musée National de Beyrouth, Stil 1996
- Impromptus op. 90 et 142 et Moments musicaux de Franz Schubert, Stil 1997
- Sonate no 3 op. 5 et Ballades op. 10 de Johannes Brahms, Stil 1998
- Anashid - Fadia Tomb El-Hage, voix ; Orchestre du conservatoire national de Région de Boulogne-Billancourt ; Chorale de l'Université Notre Dame de Louaizeh ; Michèle Claude et Pierre Rigopoulos, percussions orientales ; dir. Philippe Hui (concert 7 juillet 2000, Network Medien) (OCLC 871462991) Extrait (Sulamite)
- Zàrani, Mouwashahat avec piano - Fadia Tomb El-Hage, chant ; Jihad Al Chémaly, oud (L’Empreinte Digitale 2003) (OCLC 692827947)
- Visions, œuvres vocales - Fadia Tomb el-Hage ; chœur de chambre les Éléments ; Ens. Ars nova ; dir. Joël Suhubiette (4-14 juin 2007, L’Empreinte Digitale)[8] (OCLC 829973759)
- Zajal, opéra arabe, L’Empreinte Digitale 2010
- Méditerranée sacrée : Mèn èntè, sur un poème d'Hallaj et Les sept paroles du Christ. Lama sabaqtani : syriaque - Les Éléments, dir. Joël Suhubiette (L’Empreinte Digitale 2011) (OCLC 951167514)
- Où en est la nuit, pour ensemble et solistes - Alexandru Sura, cymbalum ; Pablo Màrquez, guitare ; Nouvel Ensemble Moderne, dir. Lorraine Vaillancourt (29-30 septembre 2012, L’Empreinte Digitale) (OCLC 940967570 et 951167485)
- Gemme, pour cinq voix a cappella et sons fixés - Ensemble De caelis, dir. Laurence Brisset (2-6 septembre 2014, L’Empreinte Digitale) (OCLC 1048293022)
- Calvario pour guitare et sons fixés, œuvre par œuvre (L’Empreinte Digitale 2014)
- As far as will fill up the time, 2016[1]
- Rituel, pour ensemble vocal et instruments (L’Empreinte Digitale 2016)